# Nhô Juca
José Rodrigues da Silva (Araçoiaba da Serra, 1931 — Sorocaba, 28 de fevereiro de 1981), conhecido como Nhô Juca, foi um apresentador de rádio, ator e humorista que atuou na cidade de Sorocaba e região.
Foi ordenhador e boiadeiro. Começou a trabalhar como sambista e humorista na Rádio Cacique de Sorocaba, em 1952. Como ator, Nhô Juca trabalhou nos filmes Quelé do Pajeú (1968) e Sertão em Festa (1970). Também compôs um samba com Ataulfo Alves Júnior.
A origem do personagem Nhô Juca ocorreu após ser contratado por Salomão Pavlovsky para atuar como humorista e animador na Rádio Vanguarda de Sorocaba. Destacou-se como apresentador de programas de música sertaneja em estúdio e auditório de rádio, com 28 anos de atividade, tornando-se um artista bastante popular, principalmente com seu programa matinal. Ele também organizava eventos de cururu e shows com cantores da época. Nos circos, Nhô Juca levava aos picadeiros os quadros "Viola contra guitarra" e "Casamento do Nhonhô".
Foi casado com Dona Maria Aparecida Dias Postali da Silva, com quem teve três filhas, Sandra Maria da Silva Soares, Maria Fernanda da Silva Machado e Maria Francine da Silva. Nhô Juca faleceu em 28 de fevereiro de 1981, em Sorocaba.
Anualmente a Prefeitura de Sorocaba realiza um Concurso Jornalístico e Publicitário na qual o troféu "José Rodrigues da Silva" (Nhô Juca) é oferecido aos ganhadores da categoria Rádio AM.
O jornalista Celso Fontão Júnior está preparando um documentário sobre a vida do radialista. O diretor e roteirista falou sobre a produção no dia 11 de setembro de 2018 em entrevista ao programa Linha Aberta apresentando por Vander Luiz com transmissão ao vivo no Facebook e no YouTube. 